# Asbjørn Nesheim
Asbjørn Nesheim (14. prosince 1906, Trondheim – 19. ledna 1989, Oslo) byl norský lingvista, fotograf a kurátor známý díky svému výzkumu sámských jazyků a kulturní historie.

## Životopis
Narodil se 14. prosince 1906 v Trondheimu. Spolupracoval s Konradem Nielsenem na čtvrtém a pátém svazku Nielsenova slovníku Lapp. Nesheim byl také od 50. let 20. století zodpovědný za návrh a vybudování oddělení na téma Sámské říše v Norském lidovém muzeu v Oslu.
Zemřel 19. ledna 1989 v 82 letech.

## Galerie

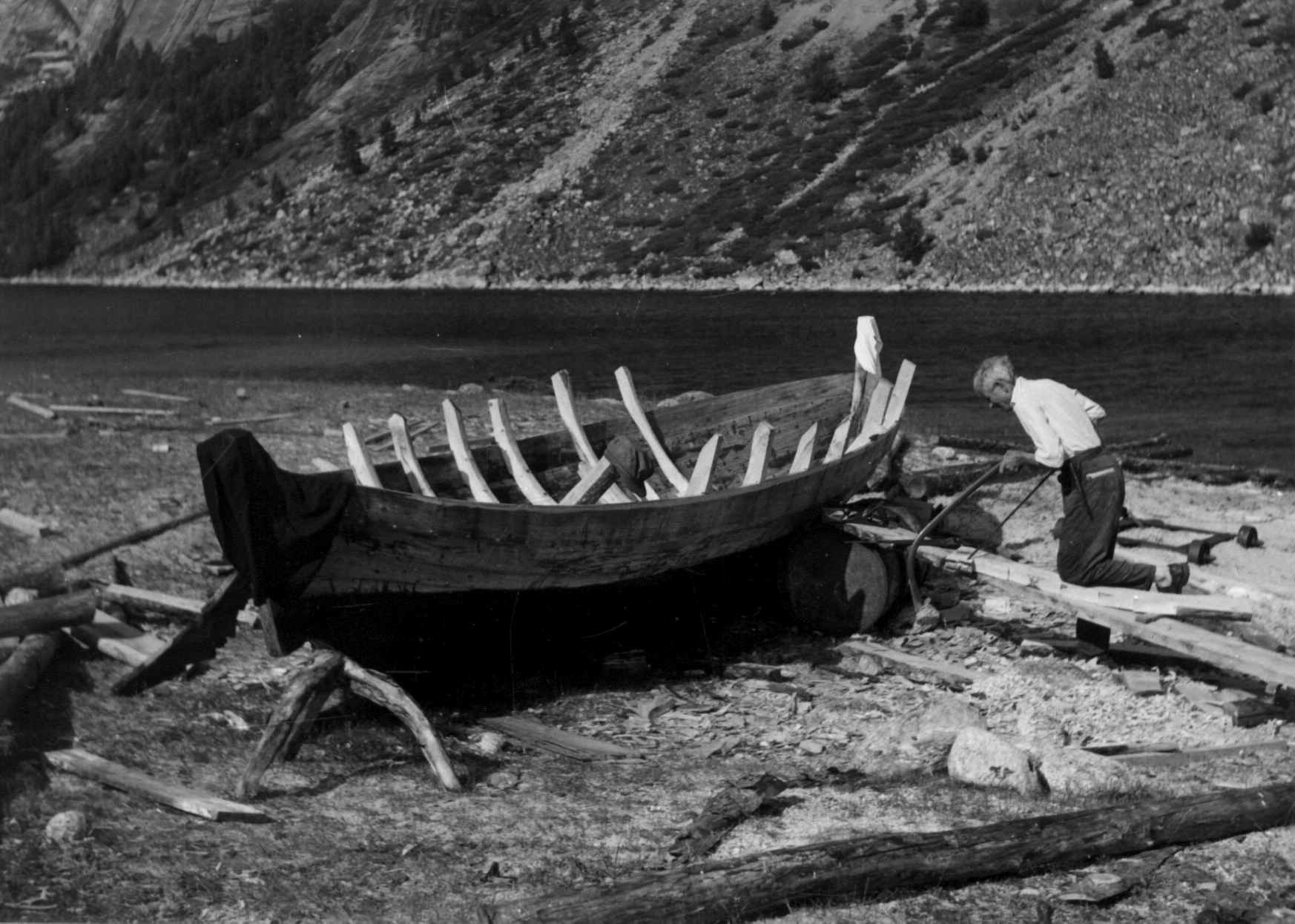
Anders Mikkelsen staví loď, Hellemobotn, 1964
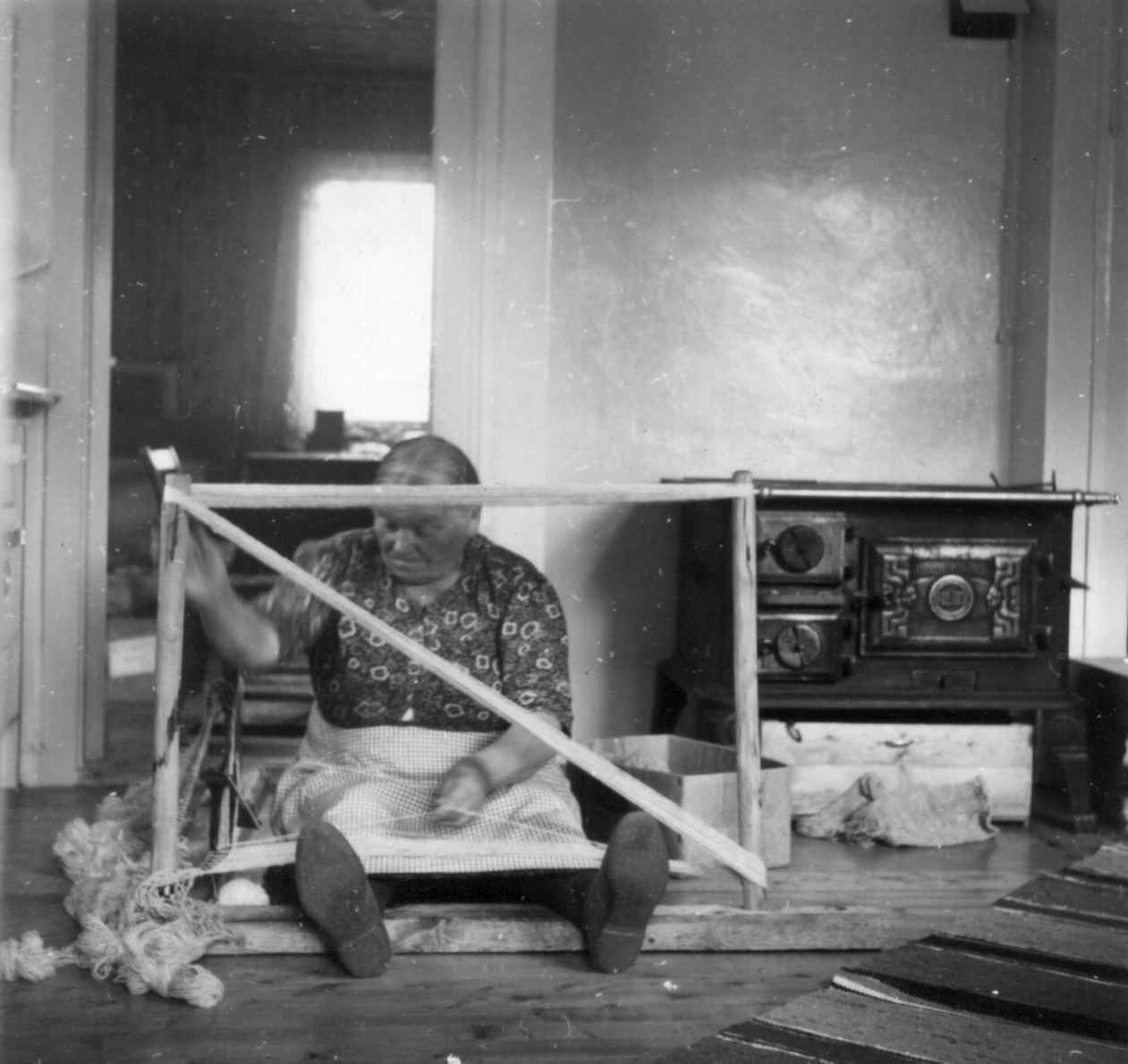
Anne Hansen přede přízi, Manndalen, 1955
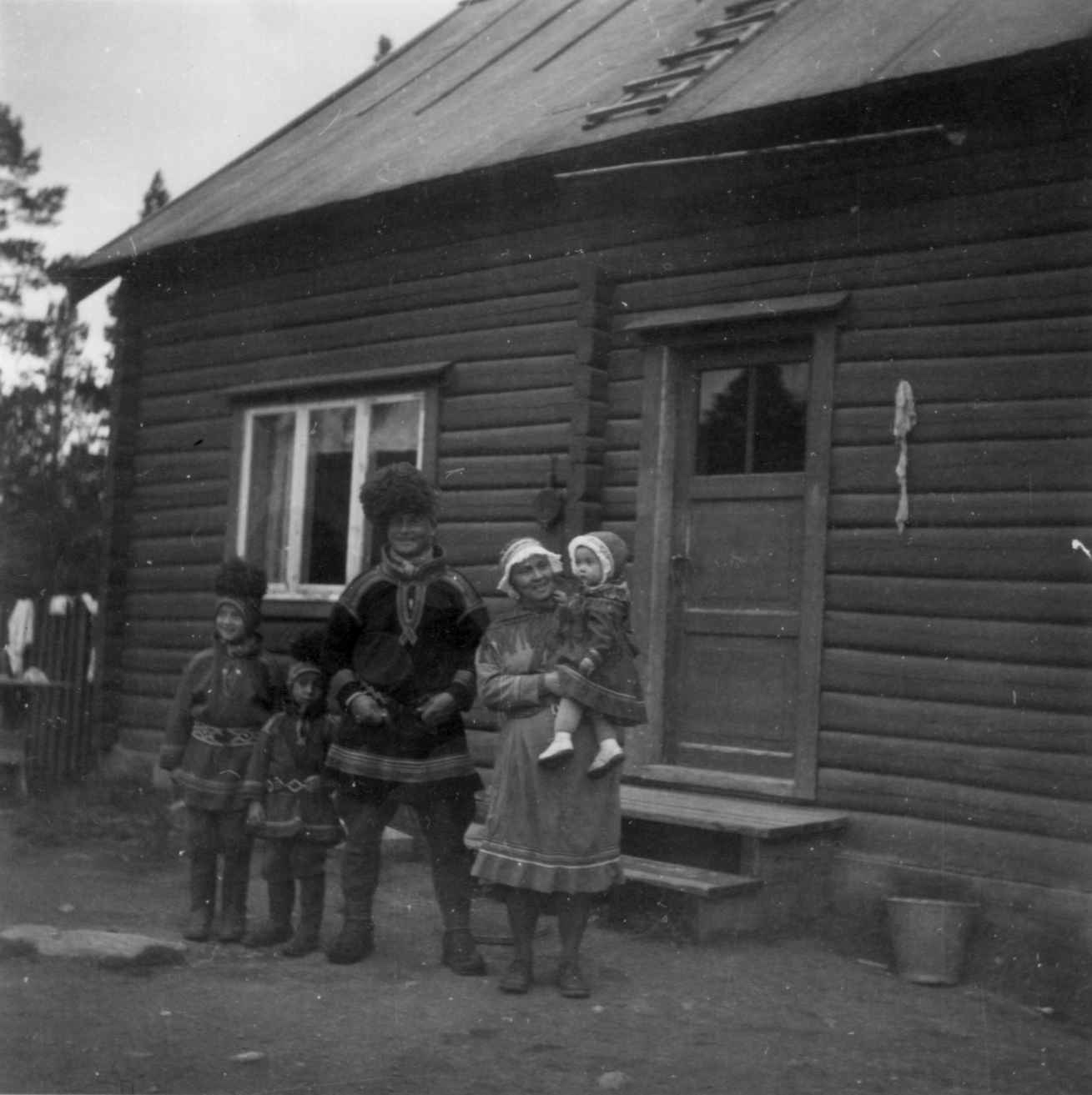
Anni a Olof Johannes Blind s dětmi před jejich novým, červeně malovaným statkem, Lønsdal, srpen 1954
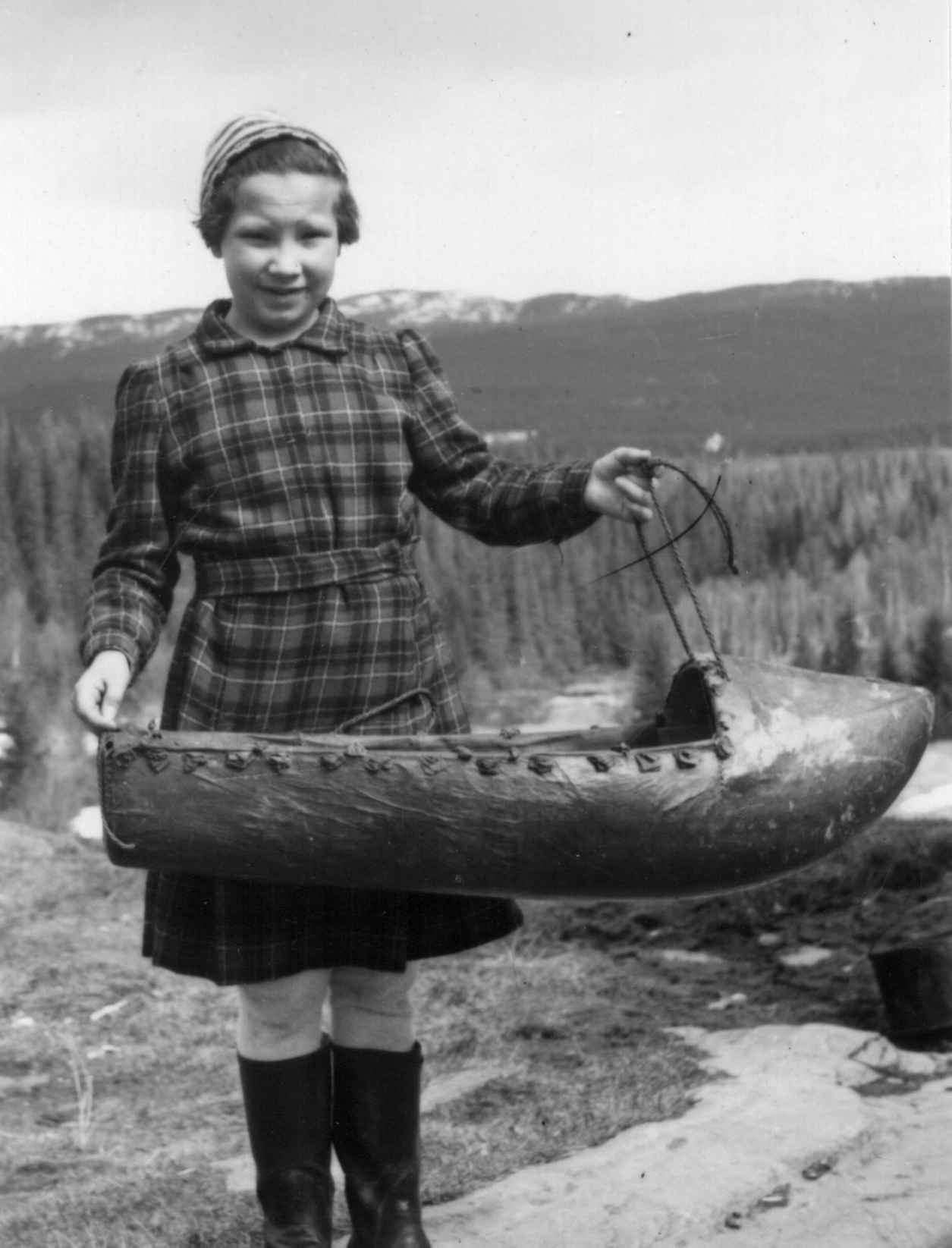
Annie Barrock drží tradiční kolébku zvanou komse, Stordalen, 1953
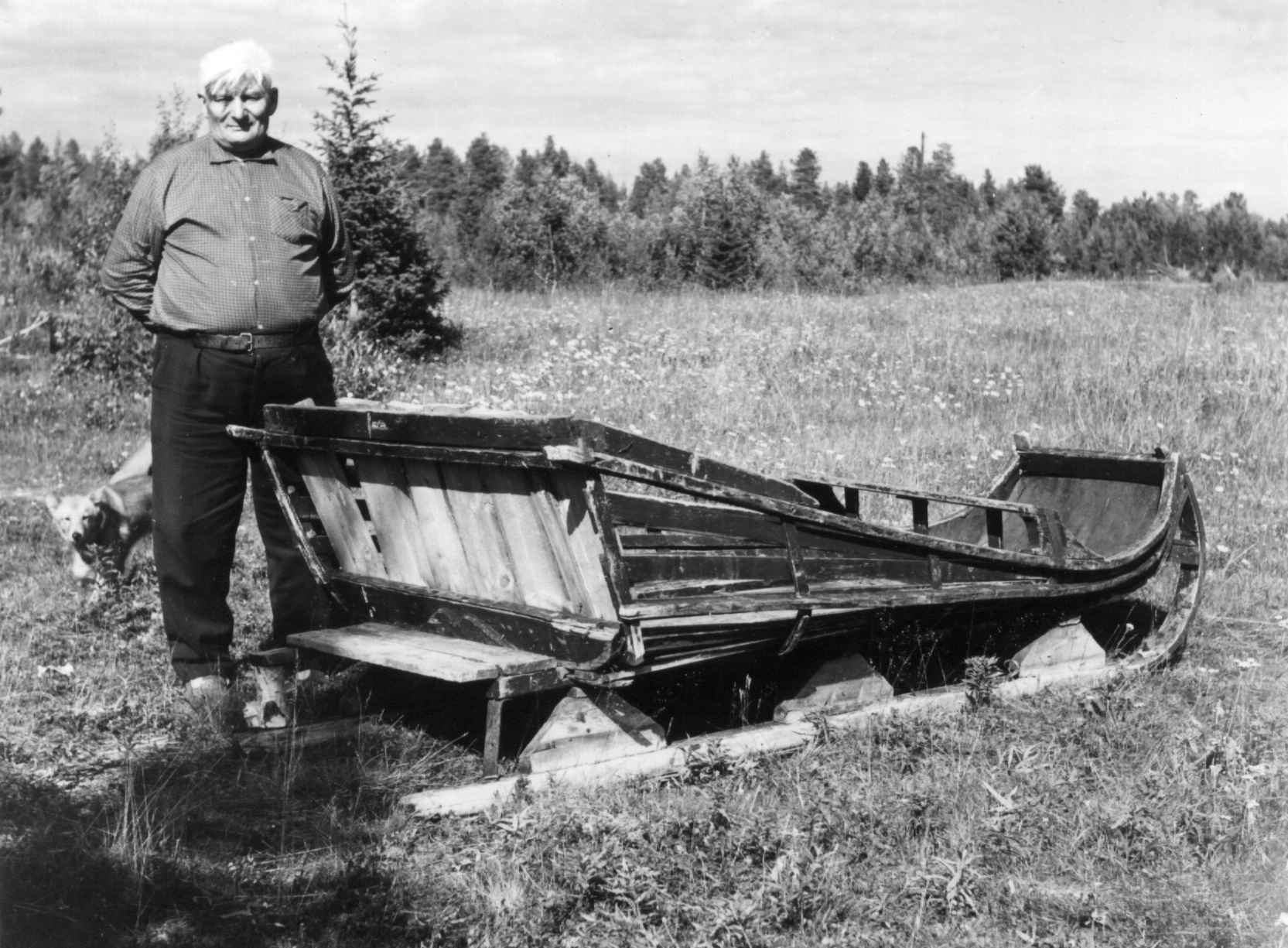
Pava Rimpi se saněmi finského typu, Ålloluokta, 1962
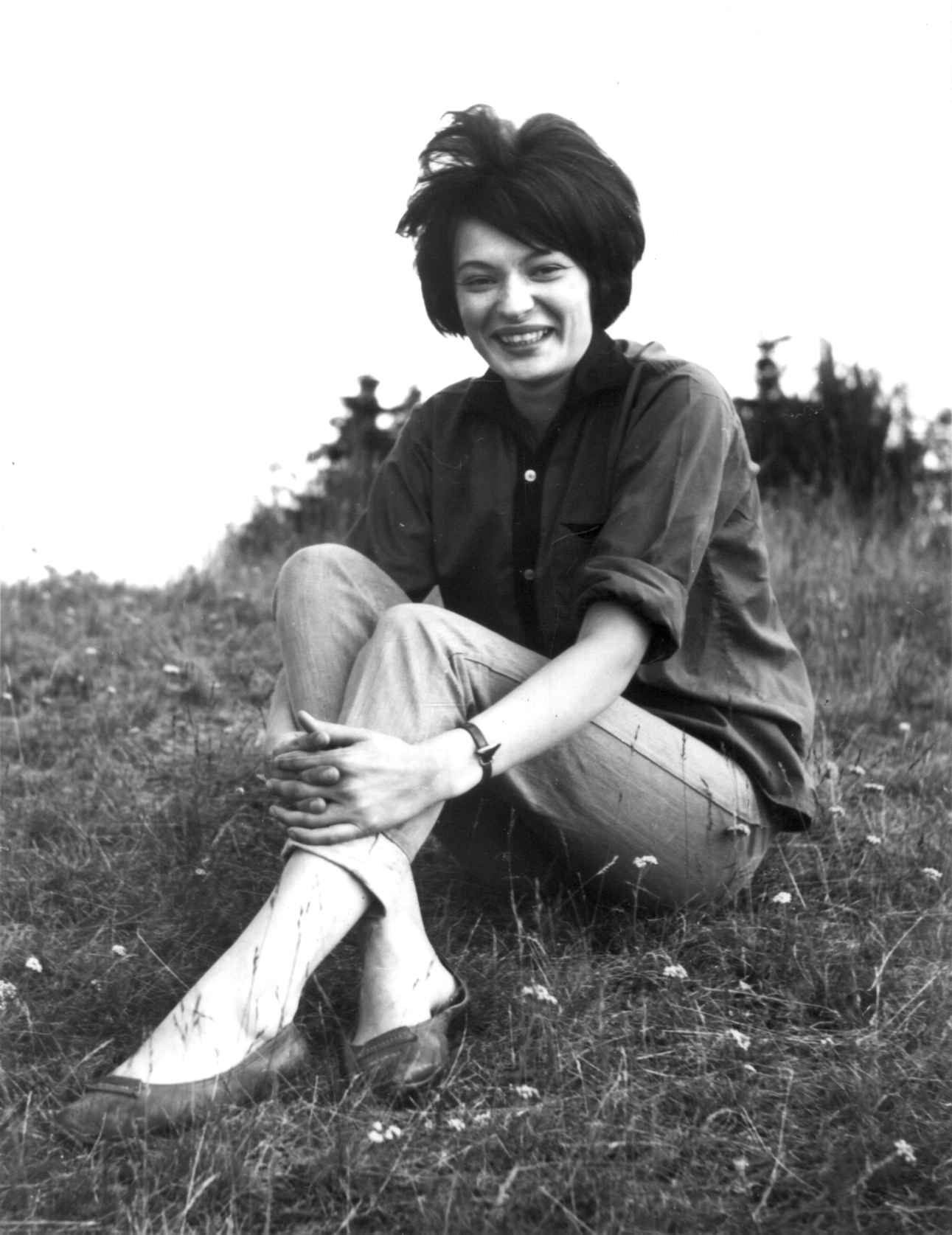
Eva Brit Rimpi, dcera Pava Rimpi, 1962
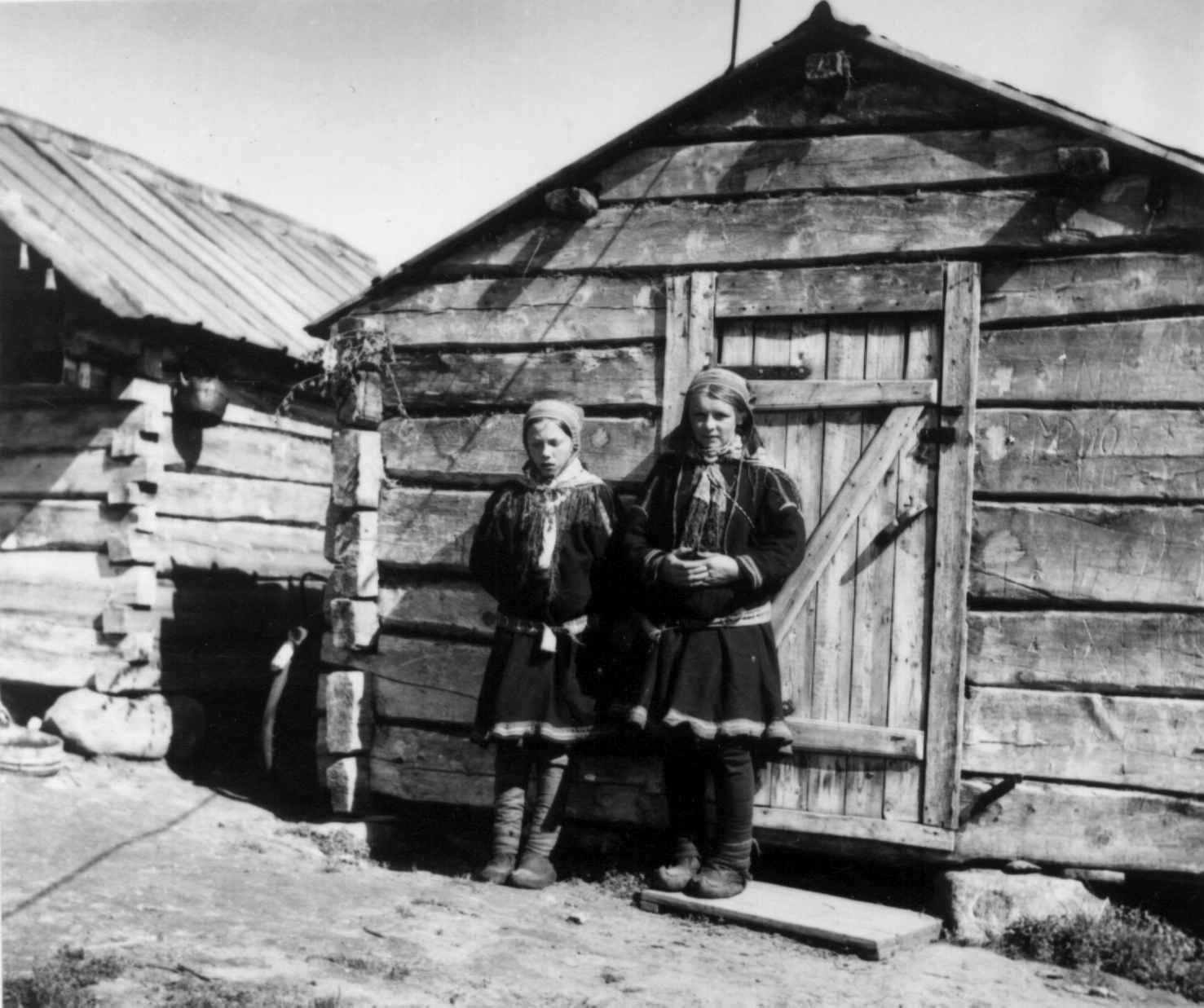
Ellen Johan Eira s mladší sestrou před domem, 1948